# Краснянська ГЕС
Краснянська ГЕС — діюча мала гідроелектростанція у Закарпатській області. Розташована на потічку Красношурка, притоці Тересви, біля села Красна Тячівського району.

## Опис
Краснянська ГЕС збудована у січні 2011 року. Власник — ПП «Укрелектробуд», яке є складоворю енергетичної компанії «Ренер». Потужність Краснянська ГЕС у 2011 році становить 0,8 МВт. У липні 2013 року було добудовано ще одну турбіну потужністю 0,3 МВт. Робота гідроелектростанції запрограмована на програмованому логічному контролері, станція працює в повністю автономному режимі, також передбачено ручний режим роботи.
Краснянська ГЕС є дериваційною змішаного типу, де окрім деривації використовується ще підпірна гребля. Довжина деривації становить 1850 м, діаметр трубопроводу— 1,2 м.

## Екологія
Краснянська ГЕС побудована без проходження процедури оцінки впливу на навколишнє природне середовище та без погоджень із Закарпатським облводгоспом та Головним держуправлінням охорони, використання і відтворення водних живих ресурсів та регулювання рибальства в Закарпатській області. 
Основні екологічні проблеми: 
- істотна шкода екосистемі гірської річки;
- знищення оселищ червонокнижних видів риб, створення перешкод для міграції риби (форель струмкова, харіус європейський)[5];
- фрагментація річкової екосистеми, створення збіднених киснем річкових ділянок[6];
- надмірний забір води;
- замулюванн русла.